# Gazeta. Prawiedziennik Polskiego Echa
Gazeta (podtytuł: Prawiedziennik Polskiego Echa) – jedna z pierwszych polskich gazet wirtualnych, rozsyłana od chwili powstania za pomocą sieci komputerowych. Zawierała skrót wiadomości z Polski. Przez cały czas istnienia w latach 1991–1996 wydawana była przez Krzysztofa Leskiego.

## Format i dystrybucja
Treść gazety była w formacie ASCII bez polskich znaków. Rozsyłana była bezpłatnie za pośrednictwem fidonetu (konferencja Polskie Echo – stąd podtytuł), była także dostępna jako grupa w usenecie (usunięta).